# Totally True Love
„Totally True Love“ (на български: Абсолютно истинска любов) или „Jørgen + Anne = sant“ (Йорген + Ане = истина) е норвежки романтичен, детективски, семеен, детски филм от 2011 г. на Ане Севитски от „SF Norge“. Филмът е основан на сценария на книгата „Jørgen + Anne er sant“ на Вигдис Йорт.

## Актьори и персонажи
- Мария Анет Тандерьо Берглид – Ане Лунде
- Ото Гарли – Йорген Руге
- Аурора Бах Родал – Беате, приятелка на Ане
- Вилде Фредриксен Верло – Елън
- Кристин Лангсруд – Тоне, приятелка на Елън
- Петер Холен – Кнут
- Сигурд Саетеренг – Ейнар
- Торкил Хьоег – Оле Лунде, брат на Ане
- Адриан Холте Кристиансен – Даг, брат на Ейнар
- Ана Яр Свалхейм – Хелга
- Емир Муласманович – Лука
- Рандолф Валдерхауг – баща на Хелга
- Силие Бреивик – майка на Ане
- Терие Ранес – баща на Ане
- Оле Йохан Шелбред-Кнутсен – баща на Йорген
- Маркус Тьонсет – баща на Кнут
- Тоне Беата Мостраум – майка на Елън
- Биргите Виктория Свендсен – баба на Беате
- Стела Хейе – Павлова, сестра на Йорген
- Мортен Фалдаас – учител
- Сив Анита Йонсен – ректор

## Премиери
- Германия – 11 февруари 2011 г.
- Норвегия – 25 февруари 2011 г.
- Люксембург – 1 март 2012 г.
- Австрия – 16 март 2012 г[3]
- Швеция – 14 март 2012 г.
- Белгия – 26 септември 2012 г.
- Нидерландия – 4 октомври 2012 г.
- Япония – 10 февруари 2013 г.
- Дания – 26 юли 2015 г.
- Филипини – 12 септември 2015 г.[4]

## Музиката
Музика за филма е композирана от Марсел Нол.
Списък на композиции:
1. A Sweet Letter – 1:33
2. Anne's Plan – 1:29
3. At The Gym – 2:57
4. Beneath the Tree – 3:11
5. Bicycle In The Woods – 2:44
6. Birthday Party – 2:49
7. Conversation With Helga – 3:14
8. Family Life – 2:22
9. Happy Ending – 2:07
10. Helga's Theme – 3:39
11. Je T'Aime – 1:33
12. Love Theme – 1:35
13. Photo Album – 2:08
14. Presenting Friends – 2:00
15. Radio Song – 3:17
16. This Is Real – 2:44
17. Waking Up – 1:46[5]

## Награди и номинации
- 2011: „Аманда“ за Ане Севитски в номинацията „най-добър детски филм“.
- 2011: „Аманда“ за Ане Севитски в номинацията „най-добра посока“.
- 2012: 62-ри Берлински международен кинофестивал, победа за Ане Севитски в номинацията „най-добра иновация“ и др[6].